# Hausenblase

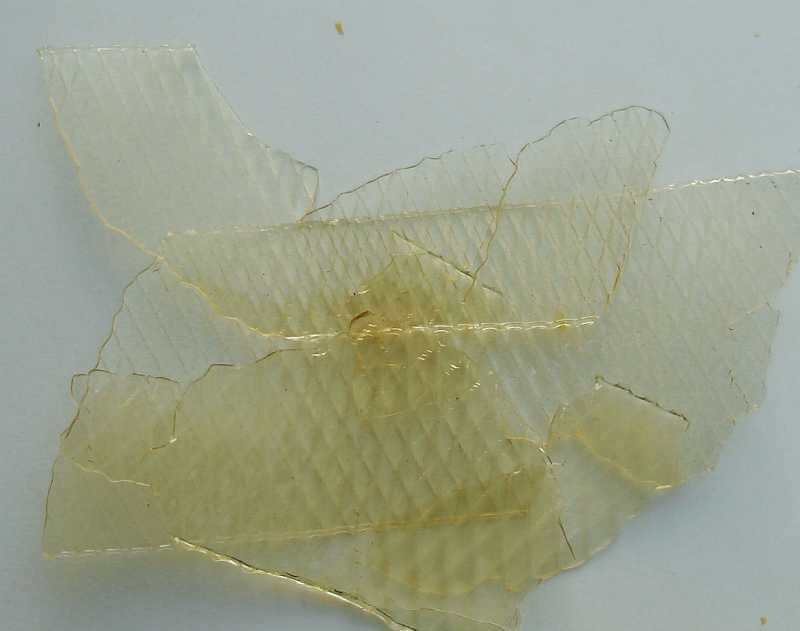
Hausenblase

Die Hausenblase ist die getrocknete Schwimmblase des Hausen (auch bekannt unter dem Namen Beluga, eine Störart), der in den Flüssen um das Kaspische und das Schwarze Meer heimisch ist und der hauptsächlich der Gewinnung von Kaviar dient. Heute steht der Hausen (wie die anderen Störarten) unter Artenschutz. In die USA und andere Länder besteht Importverbot. Hausenblase ist deshalb kaum noch erhältlich. So werden Schwimmblasen von anderen Fischen, zum Teil aus Südamerika, auch unter diesem Namen angeboten. Die Schwimmblase wird nach dem Fang des Fisches ausgenommen, in heißes Wasser eingelegt, von Adern und den sie umgebenden Muskeln befreit und daraufhin getrocknet. Hausenblase besteht bis zu 70 % aus Kollagen.

## Verwendung
Hausenblase löst sich nur im Sauren (z. B. in Weinsäure) und dient hauptsächlich zur Schönung (Klärung) von Wein und Bier. Durch Zufügen von etwas Hausenblase (ca. 1 Gramm pro Hektoliter) flocken Trubstoffe in der Flüssigkeit aus (Kollagen reagiert mit Gerbstoffen zu unlöslichen Verbindungen, die auch die anderen Schwebstoffe mitreißen) und setzen sich so schneller am Boden ab bzw. lassen sich dann leichter herausfiltern. Der Geschmack des Weines wird dadurch nicht beeinflusst. Das Verfahren wird heute zum Teil durch verfeinerte Filtrationsverfahren ersetzt. Die Hausenblase wird heute noch zur Herstellung des Weines nach jüdischen Speisegesetzen verwendet, sie muss aber von einem koscheren Fisch stammen.
Bestimmte Ausnahmen zur Lebensmittelkennzeichnungspflicht sind am 25. November 2007 ausgelaufen. Potentielle Allergene müssen seither als verpflichtende Angabe ausgewiesen werden. Nach Aussagen von Allergologen gibt es jedoch keine eindeutige Risikoabschätzung in diesem Punkt. Im Gegensatz zu Albumin oder Lysozym bei der Weinherstellung sind Hausenblase oder Fischgelatine als Klärhilfsmittel von Wein oder Bier jedoch unbefristet von der Deklarationspflicht freigestellt.
Hausenblase wurde schon im 16. Jahrhundert als Geliermittel (Hausen Blatern) für Charlotten oder Sülzen, im 18. Jahrhundert auch zur Herstellung von medizinischen Pflastern (Blutstillung) und zum Behandeln von Stoffen und Papieren (Appretur) gebraucht. Der Hausenblasenleim wurde auch als „Gelatine“ für bestimmte Edeldruckverfahren wie Lichtdruck verwendet, da diese in Verbindung mit Chromaten unter Lichteinwirkung aushärtet.

## Fischleim
Hausenblase wird auch zur Herstellung von Hausenblasen-Leim, der auch unter dem Begriff Fischleim (Colla piscium; siehe auch Syndetikon) bekannt ist, verwendet. Die Herstellung des Leimes aus der getrockneten Hausenblase ist aufwändig. Hinzu kommt der hohe Preis für den Rohstoff, so dass Hausenblasenleim nur für spezielle Anwendungen bei Restaurierungsarbeiten und im Instrumentenbau (beispielsweise Geigenrestaurierungen) eingesetzt wird. Seine speziellen Eigenschaften sind eine besonders starke Adhäsion bei hoher Elastizität in ausgehärtetem Zustand sowie geringere Viskosität als vergleichbare Leime aus tierischen Produkten wie Hautleime oder Knochenleime.